# Ion Ciubuc
Ion Ciubuc, né le 29 mai 1943 à Hădărăuți (raion d'Ocnița, Moldavie) et mort le 29 janvier 2018, est un homme politique moldave.
Il a été Premier ministre de janvier 1997 à février 1999.